# Jake Peavy
Jacob Edward Peavy (Mobile, 31 de maio de 1981) é um ex-jogador americano de beisebol. Arremessador titular destro, jogava na Major League Baseball.
Na temporada de 2007, Peavy foi nomeado ao Jogo das Estrelas da MLB pela segunda vez em sua carreira. Ganhou a tríplice coroa, liderando a Liga Nacional com 19 vitórias, 2,54 ERA e 240 strikeouts. Enfim, em 15 de novembro, ele venceu o Prêmio Cy Young, por decisão unânime. Em 12 de dezembro, Peavy estendeu com o Padres por 3 anos/US$ 52 mi, o maior acordo na história da franquia, da qual se tornou líder de todos os tempos em strikeouts (1.090).
Em 2009 foi negociado no último minuto do limite com o Chicago White Sox onde teve altos e baixos em seu desempenho. Em 2013, ele foi novamente negociado no último minuto com o Boston Red Sox.
Jake Peavy levantou a taça de campeão pelos Red Sox em 2013.
Em agosto de 2014, foi negociado com o San Francisco Giants, para substituir Matt Cain na rotação principal, que saiu devido a uma cirurgia no cotovelo.
Jake Peavy bateu a marca de 2000 strikeouts em 30 de agosto de 2014, em uma vitória dos Giants sobre os Milwaukee Brewers, três dias após seu companheiro de equipe Tim Hudson realizar o mesmo feito, contra os Colorado Rockies.